# Arquitectura Cape Dutch

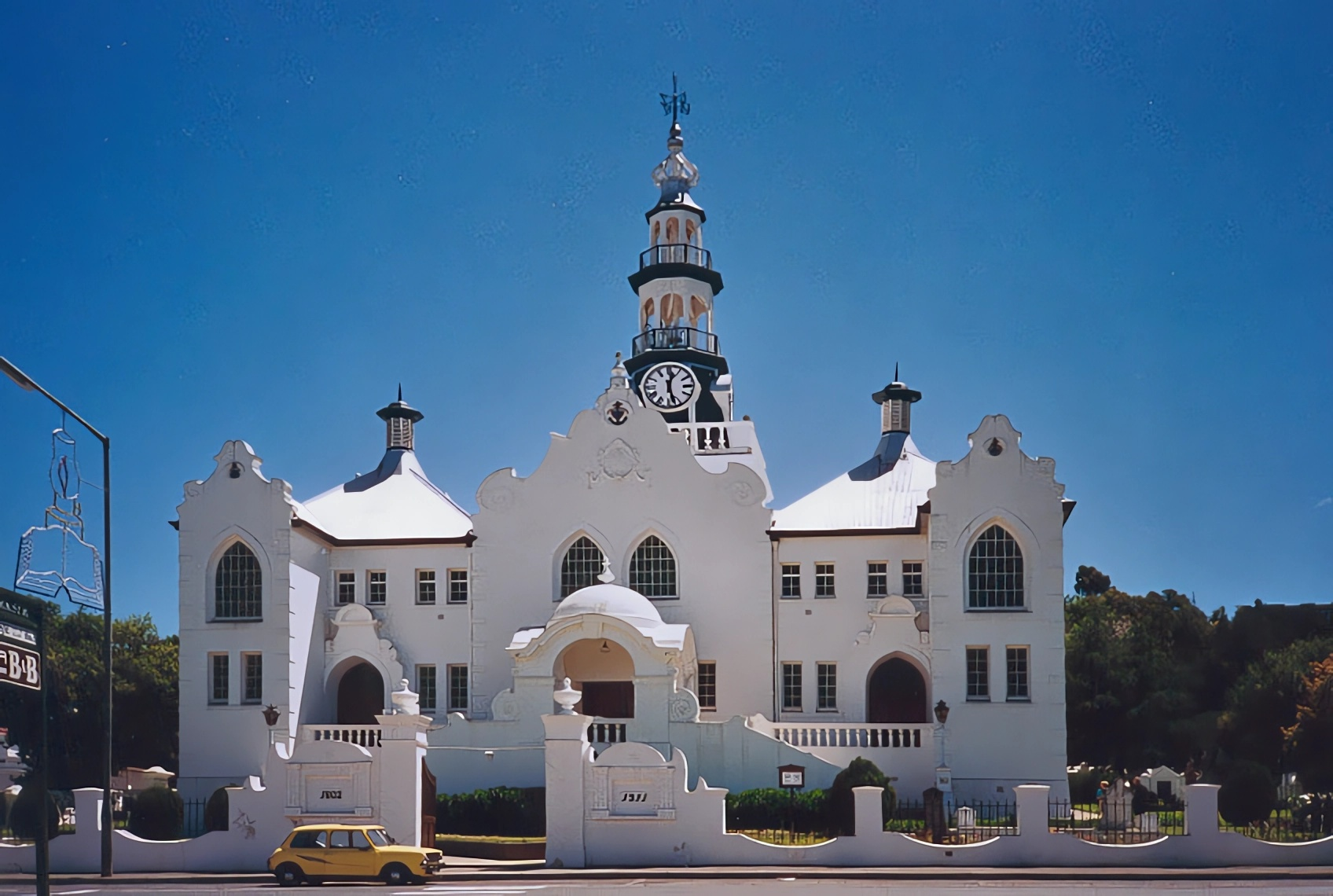
Iglesia en Swellendam en el estilo Cape Dutch.

La arquitectura neerlandesa del Cabo (en inglés: Cape Dutch) es un estilo arquitectónico tradicional afrikáner que se encuentra principalmente en el Cabo Occidental de Sudáfrica, pero los ejemplos modernos del estilo también se han exportado a lugares tan lejanos como Australia Occidental y Nueva Zelanda, generalmente en fincas vinícolas. El estilo fue prominente en los primeros días (siglo XVII) de la Colonia del Cabo, y el nombre deriva del hecho de que los primeros pobladores del Cabo eran principalmente neerlandeses. El estilo tiene raíces en los Países Bajos, Alemania, Francia e Indonesia medievales.

## Características arquitectónicas
Las casas de este estilo tienen un diseño distintivo y reconocible, con una característica destacada de los grandes frontones ornamentados redondeados, que recuerdan las características de las casas adosadas de Ámsterdam construidas en estilo neerlandés. Mientras que esta característica es probablemente el más reconocible, no es una característica que define el estilo. La casa solariega en la finca vinícola "Uitkyk" en Stellenbosch, por ejemplo, no tiene ningún frontón, pero permanece claramente en el estilo neerlandés del Cabo. A finales del siglo XVIII, la arquitectura neoclásica neerlandesa del Cabo con influencia georgiana era muy popular, sin embargo, solo quedan tres casas de este estilo. Las casas también suelen tener forma de H, y la sección frontal de la casa suele estar flanqueada por dos alas que corren perpendiculares a ella.
El estilo arquitectónico de Cape Dutch se define por las siguientes características:
- Paredes encaladas
- Techo de paja
- Paneles de casita de madera grandes
- Contraventanas exteriores de madera
- Estructuras horizontales largas, generalmente de una o dos plantas, a menudo con buhardillas
- Los detalles verdes se utilizan a menudo

La mayoría de los edificios de Cape Dutch en Ciudad del Cabo se han perdido debido a nuevos desarrollos, particularmente a los rascacielos en el City Bowl durante la década de 1960. 

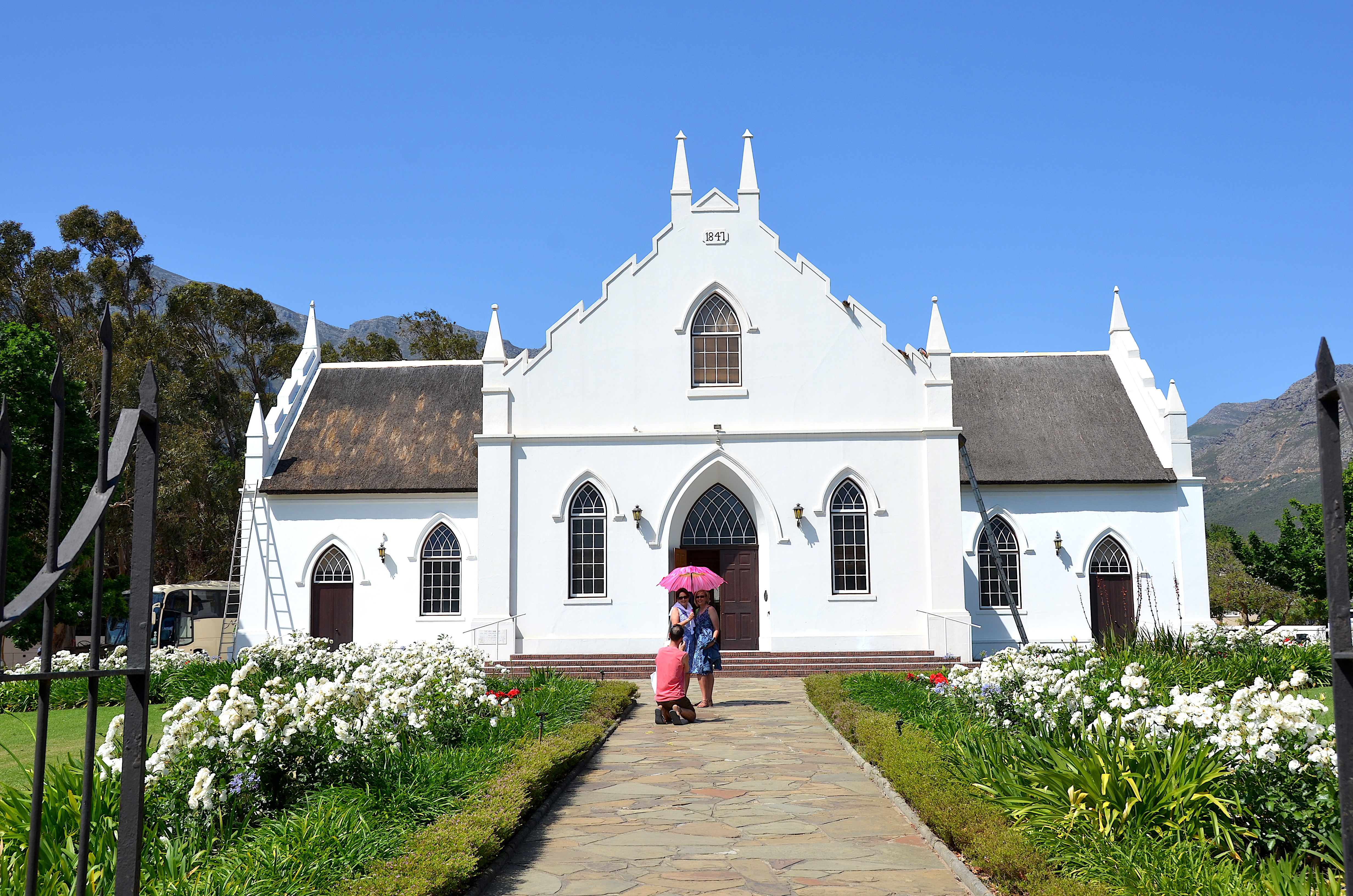
Iglesia reformada neerlandesa en Franschhoek.

Sin embargo, la tradición holandesa del Cabo todavía se puede ver en muchas de las granjas de la Ruta del Vino y en ciudades históricas como Stellenbosch, Paarl, Swellendam, Tulbagh y Graaff-Reinet. En total, todavía hay alrededor de 400 edificios en estilo Cape Dutch en 2013.
Un rasgo característico de la arquitectura colonial sudafricana que ha atraído la atención de muchos observadores es el uso extensivo de frontones. Investigaciones anteriores han tratado repetidamente de justificar el término "Cape-Dutch" únicamente comparando la forma decorativa de estos frontones con los de Ámsterdam. Sin embargo, en la segunda mitad del siglo XVIII, el período en el que se produce todo el desarrollo de la tradición del hastial sudafricano, la arquitectura del hastial había dejado de construirse gradualmente en Ámsterdam. Al norte de Ámsterdam, a lo largo del río Zaan, sin embargo, el diseño del frontón se mantuvo vigoroso hasta la captura del Cabo. Los frontones sudafricanos tienen muchas características en común con los frontones a lo largo del río Zaan, a pesar de los diferentes materiales utilizados.

## Cape Dutch Revival
A mediados del siglo XIX, el estilo había perdido popularidad y muchos de los edificios se deterioraron. En 1893, Cecil Rhodes compró la granja Groote Schuur (Big Barn) y contrató al arquitecto Sir Herbert Baker para rediseñar la casa solariega. Baker buscó un estilo vernáculo del Cabo y se inspiró en los edificios neerlandeses del Cabo. En realidad, creó una casa de campo inglesa con Gables al estilo Cape Dutch. Esto llevó al estilo Cape Dutch Revival. En 1902, Baker fue llevado a Johannesburgo por los Randlords luego de la victoria británica en la segunda guerra bóer e incluyó el Cape Dutch Revival en muchas casas en Rand. Después de Unión en 1910, el estilo Cape Dutch Revival se hizo muy popular como estilo vernáculo sudafricano.
A diferencia de la arquitectura real de Cape Dutch, el estilo Cape Dutch Revival se define casi exclusivamente por frontones ornamentados. El aumento de la popularidad del estilo Cape Dutch Revival llevó a un renovado interés en la arquitectura Cape Dutch y muchos edificios originales de Cape Dutch fueron restaurados durante este período.